# Raphael Honigstein
Raphael Honigstein (...) è un giornalista, critico sportivo ed autore tedesco.
Nativo della Baviera, prima di diventare giornalista ha studiato giurisprudenza. Lavora come corrispondente sportivo per il giornale tedesco Süddeutsche Zeitung oltre che per il quotidiano inglese The Guardian e la radio talkSPORT.
Appare regolarmente nel podcast Football Weekly condotto da James Richardson sul sito web di The Guardian. Ha lavorato anche, in qualità di critico ad esperto, per Sky Sports e, successivamente, per Setanta Sports News.